# Olimpijada Ivanova
Olimpijada Vladimirovna Ivanova (rusko Олимпиада Владимировна Иванова), ruska atletinja, * 26. avgust 1970, Munsjut, Sovjetska zveza.
Nastopila je na poletnih olimpijskih igrah leta 2004, kjer je osvojila naslov olimpijske podprvakinje v hitri hoji na 20 km. Na svetovnih prvenstvih je osvojila naslova prvakinje v letih 2001 in 2005, na evropskih prvenstvih pa naslov prvakinje leta 2002. 7. avgusta 2005 je postavila svetovni rekord v hitri hoji na 20 km s časom 1:25:41, ki ga je leta 2011 premagala Vera Sokolova. Leta 1997 je prejela dvoletno prepoved nastopanja zaradi dopinga.